# Perdita
Perdita es un satélite natural de Urano. El descubrimiento de Perdita fue complicado. Las primeras fotografías de Perdita fueron tomadas en 1986 por la sonda Voyager 2, pero no fue reconocido en las fotografía hasta más de una década después. En 1999, Perdita fue descubierta por Erich Karkoschka que notificó su existencia. Pero como se podía utilizar ninguna de las imágenes para confirmar sus existencia, su descubrimiento no se hizo oficial hasta 2001. Sin embargo, en 2003, las imágenes tomadas por el Telescopio Espacial Hubble lograron recoger un objeto donde se suponía que se encontraba Perdita, que finalmente confirmaron su existencia. Su designación provisional fue S/1986 U 10. Debe su nombre a la hija de Leontes y Hermione en la obra Cuento de invierno de William Shakespeare. También es llamado Uranus XXV.

Imagen creada con Celestia.

Perdita pertenece al Grupo Porcia de satélites, que también incluye a Bianca, Crésida, Julieta, Cupido, Rosalinda, Desdémona, Belinda y Porcia. Estos satélites tienen órbitas y propiedades fotométricas similares.  Por desgracia, aparte de los datos de su órbita, su radio de 15  kilómetros, y el albedo geométrico de 0,08, prácticamente no se sabe nada de él.
Perdita orbita entre Belinda y  Puck. Las observaciones del Hubble demuestran que no sigue directamente las Leyes de Kepler en su movimiento alrededor de Urano. En cambio está claramente atrapado en una resonancia orbital de 43:44 con la cercana Belinda. También tiene una resonancia de 8:7 con Rosalinda.